# Sheffield Bottom
Sheffield Bottom – przysiółek w Anglii, w Berkshire, w dystrykcie (unitary authority) West Berkshire. Leży 6,5 km od miasta Reading. Sheffield jest wspomniana w Domesday Book (1086) jako Sewelle.